# Marie-Therese Obst
Marie-Therese Obst (Berlino, 7 gennaio 1996) è una giavellottista norvegese.

## Biografia
Nata in Germania e trasferitasi con la famiglia a Moss e poi a Oslo, in Norvegia, all'età di 9 anni, nel 2012 conquista la sua prima medaglia a livello nazionale nel lancio del giavellotto al campionato juniores. Nel 2013 prende parte ai campionati mondiali allievi di Donec'k, dove si classifica dodicesima.
Nel 2014 si classifica settima ai mondiali juniores di Eugene e si qualifica per partecipare ai campionati europei di Zurigo, dove però non supera la fase preliminare della gara. Nel 2015 raggiunge la quinta posizione in classifica agli europei juniores di Eskilstuna e pochi giorni dopo si classifica al primo posto nel lancio del giavellotto ai campionati norvegesi assoluti.
Nel 2024 prende parte ai campionati europei di Roma, dove conquista la medaglia d'argento nel lancio del giavellotto.

## Progressione

### Lancio del giavellotto
| Stagione | Misura  | Luogo       | Data      | Rank. Mond. |
| -------- | ------- | ----------- | --------- | ----------- |
| 2024     | 63,50 m | Roma        | 11-6-2024 |             |
| 2021     | 61,37 m | Athens      | 9-4-2021  |             |
| 2019     | 53,73 m | Gainesville | 29-3-2019 |             |
| 2018     | 48,54 m | Eugene      | 7-6-2018  |             |
| 2015     | 54,98 m | Espoo       | 30-8-2015 |             |
| 2014     | 57,44 m | Mannheim    | 5-7-2014  |             |
| 2013     | 52,05 m | Ski         | 10-8-2013 |             |
| 2012     | 47,37 m | Oslo        | 19-8-2012 |             |

## Palmarès
| Anno | Manifestazione    | Sede       | Evento                         | Risultato | Prestazione | Note                          |
| ---- | ----------------- | ---------- | ------------------------------ | --------- | ----------- | ----------------------------- |
| 2013 | Mondiali allievi  | Donec'k    | Lancio del giavellotto (500 g) | 12ª       | 47,74 m     |                               |
| 2014 | Mondiali juniores | Eugene     | Lancio del giavellotto         | 7ª        | 53,19 m     |                               |
| 2014 | Europei           | Zurigo     | Lancio del giavellotto         | 16ª (q)   | 54,59 m     |                               |
| 2015 | Europei juniores  | Eskilstuna | Lancio del giavellotto         | 5ª        | 53,60 m     |                               |
| 2024 | Europei           | Roma       | Lancio del giavellotto         | Bronzo    | 63,50 m     | Miglior prestazione personale |
| 2024 | Giochi olimpici   | Parigi     | Lancio del giavellotto         | 11ª       | 61,14 m     |                               |

## Campionati nazionali
- 1 volta campionessa norvegese assoluta del lancio del giavellotto (2015)
- 2 volte campionessa norvegese under 20 del lancio del giavellotto (2014, 2015)
- 1 volta campionessa norvegese under 18 del lancio del giavellotto (2013)

2012
- Bronzo ai campionati norvegesi juniores, lancio del giavellotto - 45,85 m
- 8ª ai campionati norvegesi assoluti, lancio del giavellotto - 44,13 m

2013
- Bronzo ai campionati norvegesi under 20, lancio del giavellotto - 48,97 m
- 5ª ai campionati norvegesi assoluti, lancio del giavellotto - 48,43 m
- Oro ai campionati norvegesi under 18, lancio del giavellotto (500 g) - 51,73 m

2014
- Bronzo ai campionati norvegesi juniores indoor, getto del peso - 11,18 m
- Bronzo ai campionati tedeschi under 23, lancio del giavellotto - 52,05 m
- Oro ai campionati norvegesi juniores, lancio del giavellotto - 53,63 m
- Bronzo ai campionati norvegesi assoluti, lancio del giavellotto - 51,64  m

2015
- Oro ai campionati norvegesi assoluti, lancio del giavellotto - 53,85 m
- Oro ai campionati norvegesi juniores, lancio del giavellotto - 51,44 m

## Altre competizioni internazionali
2014
- 8ª in First League ai campionati europei a squadre (, Tallinn, 21 giugno 2014), lancio del giavellotto - 49,56 m

2021
- Bronzo in First League ai campionati europei a squadre ( Cluj-Napoca, 19 giugno 2021), lancio del giavellotto - 57,07 m
- 8ª ai Bislett Games ( Oslo, 1º luglio 2021), lancio del giavellotto - 57,02 m

2024
- Oro in Coppa Europa di lanci ( Leiria, 9 marzo 2024), lancio del giavellotto - 61,69 m